# Việt Trì
Việt Trì es una ciudad situada en la provincia de Phú Thọ, Vietnam, en la región Nordeste. El distrito tenía una población de 283.955 habitantes, según el censo de 2013. El distrito cubre un área de 110 km². Việt Trì es también el centro económico de la provincia y contiene muchas empresas industriales y de servicios.